# Jean-Charles Valladont
Jean-Charles Valladont, född den 20 mars 1989 i Besançon, är en fransk bågskytt.
Han tog individuellt OS-silver i samband med de olympiska bågskyttetävlingarna 2016 i Rio de Janeiro. Vid olympiska sommarspelen 2020 i Tokyo tävlade Valladont i tre grenar.